# Aghsartan II de Kakhétie
Aghsartan II de Kakhétie (en géorgien : აღსართან II) est le dernier roi de la dynastie bagratide de Kakhétie de 1102 à 1105.

## Biographie
Aghsartan II est le neveu (fils de son frère) ou le fils et successeur de Kviriké IV de Kakhétie.
La Chronique géorgienne le présente comme un « homme qui n’avait aucune qualité royale, malveillant, impie, non moins injuste qu’ignorant ». Trois didébouls (« seigneurs ») d’Héréthie, Arichian, Baram et leur oncle maternel Kawthar fils de Baram, le capturent et le livrent au roi David IV de Géorgie.
Le sultan seldjoukide s'inquiète de la perte de cet État vassal et demande à l'émir de Gandja d'intervenir. En 1105, David IV remporte une victoire sur l'armée turque près d'Ertsoukhi, ce qui met ainsi fin à l’indépendance de la Kakhétie. Le sort ultérieur d’Aghsartan II est inconnu.